# Савченко Віктор Володимирович
Ві́ктор Володи́мирович Са́вченко (20 січня 1928 , Київ  — 5 листопада 2003 , Київ ) — український архітектор і художник (майстер акварельного живопису).

## Життєпис
Дійсний член Української академії архітектури (1992), Академії наук вищої школи (1994), член Національної спілки архітекторів України (1953), був заступником голови Спілки архітекторів УРСР упродовж 1974—1979 років.
Заслужений архітектор УРСР (1985), доктор архітектури (1983), професор (1984).
Закінчив 1950 Київський національний університет будівництва і архітектури — вчився у Й. Каракіса, Я. Штейнберга. У 1950—1953 роках працював в Київметропроекті; 1953—1969 — науковий співробітник та керівник сектору громадських споруд Академії архітектури УРСР, 1963—1969 — керівник сектору в Інституті КиївЗНДІЕП. З 1969 — в КІБІ: завідувач кафедри основ архітектури (1969—1983), завідувач кафедри рисунка і живопису (1990—1996), У 1986—1989 — завідувач кафедри архітектурного проєктування, керівник навчально-творчої майстерні архітектурного проєктування Національної академії образотворчого мистецтва і архітектури.
Був керівником творчої архітектурної майстерні «Віктор Савченко» НСАУ (з 1991). За його авторськими проєктами запроєктовано понад 190 будинків та об'єктів житлового і громадського призначення.

## Основні творчі праці
- замовний проєкт Тріумфальної арки до 300-річчя Возз'єднання України з Росією у Києві (1954, спільно з В. Єжовим, В. Зарецьким, В. Скугарєвим, керівник В. Заболотний);
- житловий будинок на 56 квартир по вул. Князів Острозьких, 3, у Києві (1953);
- житловий будинок по вул. Бориса Грінченка, 8, у Києві (1954);
- Київський приміський вокзал та підземний вестибюль станції метро «Вокзальна» у Києві (1955, спільно з архітекторами Є. Катоніним, В. Єжовим, В. Скугарєвим);
- мотель-кемпінг «Пролісок», Святошин (1975, у співавт.);
- санаторій «Жовтень» на 750 місць у Конча-Заспі (1974, ГАП);
- готелі «Чорне море» в Одесі (1977) та «Мир» у Харкові (1977—1979, спільно з архітекторами С. Миргородським, І. Івановим та ін.);
- школа на 964 учня у Краматорську (1961) та ін.

Автор близько 100 наукових праць, серед яких монографія «Багатоцільові глядацькі та спортові залі» (К., 1979, 2-е вид. — 1990), розділ «Архітектура будівель та споруд» у Концепції національної програми розвитку архітектури України УАА (1993), концепція головних напрямів роботи відділення архітектури будівель та споруд УАА (1995) та ін.
Титульний редактор видання «Архітектурні терміни: Короткий російсько-український словник» П. Безродного (К., 1993, 2-е вид. — 2007).
Підготував сім докторів та 32 кандидатів архітектури.